# وحش الشهرة (ألبوم)
وحش الشهرة (بالإنجليزية: The Fame Monster)‏ هو ثاني ألبوم استوديو للفنانة ليدي غاغا، أصدر الألبوم في 18 نوفمبر، 2009. كان من المقرر أن تضمن أغاني الألبوم الثمانية في ألبومها الأول الشهرة، لكن غاغا أعلنت أن تلك الأغاني ستشكل ألبوماً آخراً.
يتعامل الألبوم مع جانب مظلم من الشهرة الذي اختبرته ليدي غاغا في 2008-2009، أثناء تجوالها حول العالم، كما قالت أن هذا الألبوم والذي سبقه مختلفان تماماً كالين واليانغ. أعطى النقاد بشكل عام نقداً جيداً لوحش الشهرة مع تفضيل أغلبيتهم للأغنيتين رومانسية سيئة (بالإنجليزية: Bad Romance)‏ والرقص في الظلام (بالإنجليزية: Dance In The Dark)‏.
وصل الألبوم إلى أعلى مراكز السباق في أستراليا، ألمانيا، إيرلندا، نيوزيلندا، بولندا والمملكة المتحدة. أطلقت رومانسية سيئة كأول أغنية منفردة في الألبوم حيث وصلت إلى أعلى مراكز سباق الأغاني في المملكة المتحدة وكندا وإيرلندا، في حين احتلت المركز الثاني في الولايات المتحدة والسويد وأستراليا. بدأت غاغا بجولة فنية 'جولة حفلة الوحش' (بالإنجليزية: The Monster Ball Tour)‏ لدعم الألبوم. باع البوم ليدي غاغا أكثر من 6 مليون نسخة حول العالم بنجاح .

## قائمة أغاني الألبوم
| #  | عنوان                                                   | المدة |
| -- | ------------------------------------------------------- | ----- |
| 1. | "رومانسية سيئة (Bad Romance)"                           | 4:54  |
| 2. | "آليخاندرو (Alejandro)"                                 | 4:34  |
| 3. | "وحش (Monster)"                                         | 4:09  |
| 4. | "عاجزة عن الكلام (Speechless)"                          | 4:30  |
| 5. | "الرقص في الظلام (Dance In The Dark)"                   | 4:48  |
| 6. | "تلفون (Telephone)" (مع بيونسيه)                        | 3:40  |
| 7. | "سعيدة جداً لدرجة يمكنني أن أموت (So Happy I Could Die)" | 3:54  |
| 8. | "أسنان (Teeth)"                                         | 3:40  |

## روابط خارجية
- The Fame Monster على موقع ميتاكريتيك (الإنجليزية)
- The Fame Monster على موقع الموسوعة البريطانية (الإنجليزية)
- The Fame Monster على موقع أول موفي (الإنجليزية)